# Bumbung

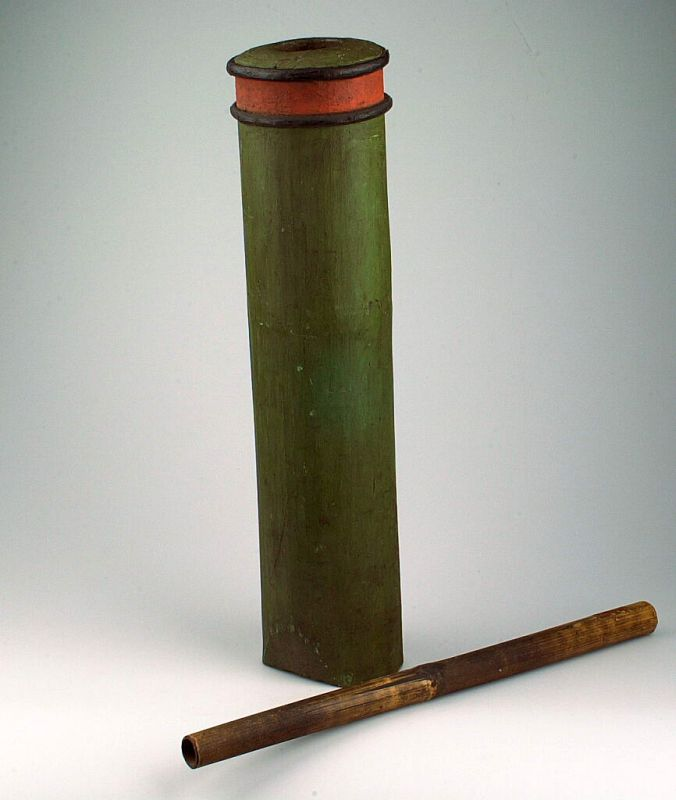
Serbung von der Insel Madura. Im Tropenmuseum, Amsterdam, vor 1930

Bumbung (indonesisch), auch gong bumbung, gong bumbu, gumbang, serbung, bomberdom, ist ein Blasinstrument in Indonesien, das aus einem großen, am unteren Ende geschlossenen Bambusrohr besteht, in das durch ein unterschiedlich tief eingetauchtes, dünneres Bambusrohr hineingeblasen wird. Die nach dem Prinzip der Polsterpfeife erzeugten maximal drei Töne ersetzen in manchen kleinen, überwiegend aus Bambusinstrumenten bestehenden Ensembles die in den großen höfischen Orchestern (gamelan) zur Rhythmisierung verwendeten Buckelgongs. Deshalb führte Jaap Kunst (1942) für das Instrument die englische Bezeichnung blown gong („geblasener Gong“) ein.
Ein anderer „geblasener Gong“, gong tiup oder gong sebul, besteht aus einer langen Bambusröhre, in deren Ende hineingeblasen wird. Diese Röhre produziert variationsreiche Klänge wie das Didgeridoo.

## Herkunft und Verbreitung
Musikinstrumente aus Bambus kommen in unzähligen Formen in ganz Südostasien vor. Sie wurden bereits von den Proto-Malayen, den ersten, austronesisch sprechenden Einwanderern verwendet, die in mehreren Einwanderungswellen im 3. und 2. Jahrtausend v. Chr. vom asiatischen Festland auf die Malaiischen Inseln kamen. Zu den sehr alten Blasinstrumenten, Zupfinstrumenten und Idiophonen aus Bambus gehören die weit verbreiteten Nasenflöten, für die in der Ursprache Proto-Austronesisch die Wörter tulani und tulali rekonstruiert wurden, Rahmenmaultrommeln (heute genggong und viele regionale Namen), Bambusröhrenzithern, die geschlagen (guntang) oder gezupft werden (kolitong), Stampfrohre, Schlaggabeln (außerhalb der Region auch als toka in Nordostindien), Bambusxylophone und gestimmte Bambusgleitrasseln angklung. Der heute vermutlich häufigste Blasinstrumententyp in Indonesien ist die längsgeblasene Bandflöte aus Bambus (suling). Dagegen kommen Einfachrohrblattinstrumente mit zylindrischen Bambusspielröhren nur sehr vereinzelt vor (puwi-puwi).
Bambus ist in der Region universell verfügbar und kann mit geringem technischem Aufwand zu Musikinstrumenten verarbeitet werden. Gelegentlich bilden Instrumente aus Bambus für dörfliche Ensembles einen Ersatz für teure und seltene Bronzegongs. In der Provinz Nordsulawesi besteht die Ensembleformation musik bambu klarinet aus Bambusblasinstrumenten, die ein vollständiges Blechblasorchester imitieren, und im Norden der Philippinen wird die Bambusröhrenzither kolitong in Unterhaltungsensembles in derselben Weise gespielt wie die nur bei Zeremonien verwendeten Flachgongs gangsa. Nachgebaute Instrumente aus Bambus dienen auch zu Übungszwecken anstelle ihrer Vorbilder. Bambusxylophone dürften frühe Vorläufer von Metallophonen gewesen sein, so entspricht etwa eine Form des alten javanischen Bambusxylophons calung dem heutigen gangsa gantung mit hängenden Bronzeschlagplatten. Die zur Klangverstärker senkrecht unter jeder Schlagplatte des Metallophons gendèr aufgehängten Bambusröhren heißen bumbung.
Eine ungewöhnliche Konstruktion eines (musealen) Blasinstruments bei den Dayak auf Borneo, das Curt Sachs (1923) als Beispiel für die womöglich zufällige Erfindung der Spaltflöte anführt, bestand aus einer 50 Zentimeter langen, am Boden liegenden Bambusröhre mit einer im hinteren Bereich eingekerbten Schneidenkante. Diese Bambuspfeife wurde durch eine 2,3 Meter lange, dünnere Bambusröhre mit Luft versorgt, die für den stehenden Bläser schräg an einem in den Boden gesteckten Pflock befestigt war. Das als Taubenlockpfeife dienende Instrument nannten die Dayak bumbun. Ähnliche Flöten mit derselben Funktion sind vom Westen Borneos (bikut) und von der Malaiischen Halbinsel (bulu decot) überliefert.

## Bauform und Spielweise

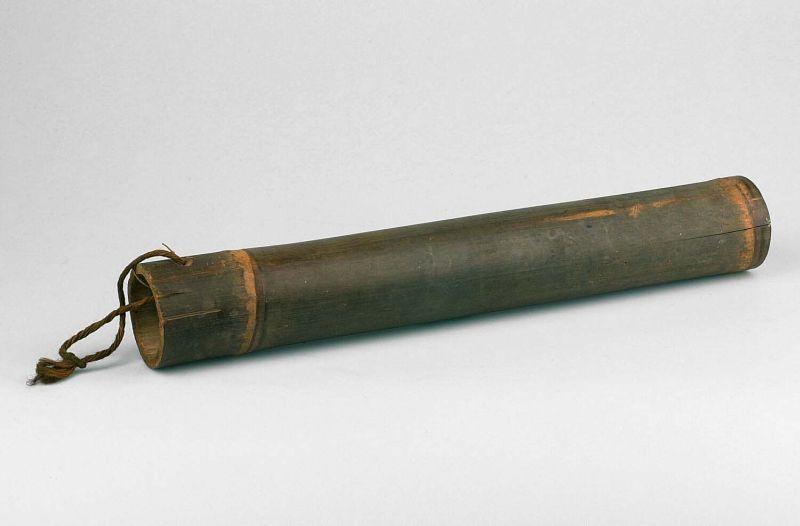
Gong bumbung aus Banyumas, Java. Die innere Blasröhre fehlt. Tropenmuseum, Amsterdam, vor 1936

Ein bumbung besteht aus einem dicken Bambusrohr, das oben offen und am unteren Ende durch ein Internodium geschlossen ist. Ein typisches Rohr ist 110 Zentimeter lang bei einem Durchmesser von etwa 15 Zentimetern. Das ebenso lange, eingeschobene Rohr besitzt einen Durchmesser von etwa 4 Zentimetern und ist an beiden Enden offen. Der Spieler bläst mit angespannten, vibrierenden Lippen in das kleine Rohr, um den Luftstrom im Rohr in Schwingung zu versetzen. Manchmal produziert er zugleich einen Brummton. Ist das dünne Rohr nur wenig in das dickere Rohr eingeschoben, so entsteht ein tiefer, dumpfer Ton, ist es fast ganz eingeschoben, so entsteht ein höherer Ton. Über dem tiefen Grundton sind mehr oder weniger deutlich die Quinte und Oktave zu hören. Die Benennung „geblasener Gong“ bezieht sich auf die Funktion des Instruments im Ensemble, beschreibt aber darüber hinaus auch teilweise die Art der Tonerzeugung, bei welcher der eingeblasene, periodisch unterbrochene Luftstrom die idiophone Röhre in Schwingungen versetzt. Jaap Kunst (1949/1973) reiht die „geblasenen Gongs“ zu den Blasinstrumenten und erwähnt die fälschliche Kategorisierung von Curt Sachs (1929) als „Innenschlagrohr“. Sibyl Marcuse (1964) fasst Jaap Kunsts Beschreibung zusammen und bezeichnet das Instrument verkürzt als „Flöte“. Im New Grove Dictionary of Music and Musicians (2001) wird das bumbung als „Gefäßflöte“ (vessel flute) angesprochen.
Der verbreitetste Name auf Java ist bumbung, was in diesem Zusammenhang allgemein „Bambusrohr“ bedeutet. Gamelan bumbung ist ein nur aus Bambusidiophonen bestehendes Ensemble im ostjavanischen Regierungsbezirk Kediri und joged bumbung heißt ein Unterhaltungstanz auf Bali, der von einem gamelan mit unterschiedlichen Bambusinstrumenten begleitet wird. Weitere Bezeichnungen auf Java sind gong bumbung oder gong bumbu („Bambusgong“) und gumbang, letzteres wird auch auf den Molukken verstanden. Serbung heißt das Blasinstrument auf der Insel Madura und in Ostjava.
Der „geblasene Gong“ gehört nicht zu den üblichen Instrumenten des gamelan, sondern wird in kleineren Ensembles zu unterschiedlichen Anlässen verwendet. Auf Java spielen bei Ritualtänzen mit Steckenpferden (kuda lumping, „Pferd aus Leder“, oder kuda kepang, „[aus Bambus] geflochtenes Pferd“) in den Begleitensembles entweder die nicht zum gamelan gehörenden selompret (hölzernes Doppelrohrblattinstrument), angklung (Bambusrasseln), terbang (große Rahmentrommel) und dogdog (Röhrentrommeln) oder die gamelan-Instrumente kendang (Fasstrommel anstelle der dogdog), saron (Metallophon), bende (einzelne hängende Buckelgongs) zusammen mit gong bumbung.
In der Sundaregion von Westjava, in der eine eigenständige Musiktradition gepflegt wird, lautet die sundanesische Bezeichnung des Blasinstruments goong awi. Anfang des 20. Jahrhunderts begleitete in einer Gemeinde im westjavanischen Regierungsbezirk Cianjur das gamelan lilingong das gleichnamige Schattenspiel (wayang kulit). Es bestand aus zwei heute kaum noch eingesetzten Xylophonen gambang kayu, der Fasstrommel kendang und goong awi; in einem weiteren Ort kam bei dieser Formation noch die Stachelfiedel rebab hinzu. Im Regierungsbezirk Garut kann das kleine tarawangsa-Ensemble, benannt nach der zweisaitigen, gestrichenen Kastenhalslaute tarawangsa unter anderem um goong awi, einzelne waagrechte Buckelgongs ketuk und eine Fasstrommel ergänzt werden.
Das Blasinstrument dient in einigen Ensembles als Ersatz für die großen einzelnen Hängegongs, die wie der gong ageng musikalische Einheiten markieren. In Flötenensembles produziert es rhythmische Basstöne, so etwa das auf Flores bomberdom genannte Instrument. In einem dortigen Ensemble spielen mehrere Bambusquerflöten (suling, benannt wie allgemein die Längsflöten) die Melodie und zwei bomberdom sorgen für die rhythmische Betonung, die von zwei Trommeln untergliedert wird. Jaap Kunst gibt den Namen bomberdom speziell für das Gebiet Lio auf Flores an und den Namen bambu mese für den Regierungsbezirk Manggarai im Westen der Insel.
Der „geblasene Gong“ gehört auch auf der Insel Ambon zu den Flötenensembles, wobei dort die äußere Röhre häufig aus Zinkblech hergestellt wird. Im Regierungsbezirk Banyumas in Zentraljava kann anstelle dieser Röhre eine besonders lange, schlanke Kalebasse verwendet werden. In dem für Banyumas typischen Stil spielen eine besondere Form der Bambusrassel angklung, genannt angklung buncis, mit der Fasstrommel kendang und gong bumbung ineinander verzahnte, rhythmische Muster.
In Ostjava werden die bumbung (oder gumbang) in einfachen dörflichen Bambusensembles verwendet, zu denen das gamelan jemblung und das gamelan calung gehören. Das gamelan jemblung ist nicht mit der islamischen Erzähltradition jemblung zu verwechseln, bei welcher der Sänger nur von der Rahmentrommel rebana begleitet wird. Es besteht aus einem gong suwukan (großer hängender Buckelgong), kempul (hängender Buckelgong), kenong (einzelner, waagrecht auf einem Holzgestell gelagerter, hoher Buckelgong), ketuk (ähnlich kenong), saron (Metallophon), demung (dem saron ähnliches Metallophon), kendang (Fasstrommel) und bumbung. Das sundanesische gamelan calung vereint drei calung (tragbare oder auf einem Gestell waagrecht positionierte Bambusxylophone), ferner andere Xylophone aus Bambusröhren, Fasstrommeln und bumbung.
Das serbung oder bumbung von Madura gehört zu den Ensembles bak beng und jombang. In den maduresischen Dörfern ahmt das Ensemble bak beng, das sich überwiegend aus Bambusröhrenzithern, daneben aus Bambusstampfröhren und serbung zusammensetzt, den Musikstil des kenong telo-Ensembles nach. Bak beng ist eine Bambusröhrenzither von knapp 1,5 Metern Länge mit vier idiochorden Saiten. Namensgebend für das auf Madura beliebte kenong-telo-Ensemble ist der Buckelgong kenong. Ebenfalls als Rhythmusinstrument und Ersatz für den Buckelgong kenong fungiert im ngik-ngok-Ensemble das Doppelrohrblattinstrument saronen. Das jombang-Ensemble wird von saronen geprägt. Des Weiteren ahmt das speziell von Taubenzüchtern gespielte Ensemble galundang mit dem gleichnamigen Xylophon (auch glundhangan) sowie Bambusflöten und Schlitztrommeln die höfische gamelan-Musik des Regierungsbezirks Sumenep im Osten Maduras nach, wie auch das ebenso verwendete gebluk-Ensemble mit Xylophonen, hölzernen Schlitztrommeln, Bambusröhren und dem Metallophon klenang.
Gong tiup (indonesisch „geblasener Gong“; von tiup, „Luftbewegung, Anblasen“), auch gong sebul, heißt auf Java eine lange, dicke Bambusröhre, in die (über ein dünneres Anblasrohr) direkt hineingeblasen wird, wodurch Klänge wie beim australischen Didgeridoo entstehen. In der Region Sunda  werden diese Blasröhren zusammen mit anderen Bambusinstrumenten wie Gleitrasseln (angklung), Maultrommeln (karinding), Flöten (suling) und Röhrenzithern (gumbeng, vgl. guntang) gespielt.